# Harmonia nutans
Harmonia nutans là một loài thực vật có hoa trong họ Cúc. Loài này được (Greene) B.G.Baldwin mô tả khoa học đầu tiên năm 1999.